# Crkwino (gmina Wełes)
Crkwino (mac. Црквино) – wieś w centralnej Macedonii Północnej, administracyjnie należąca do gminy Wełes. Według stanu na 2002 rok jej liczebność wynosiła 363 mieszkańców.

Według danych ze spisu powszechnego przeprowadzonego w 2002 roku, wieś Crkwino zamieszkiwało 363 osób deklarujących następującą narodowość:
- Boszniacy – 336 (92,56%)
- Albańczycy – 25 (6,89%)
- Macedończycy – 2 (0,55%)